# Paul Styger

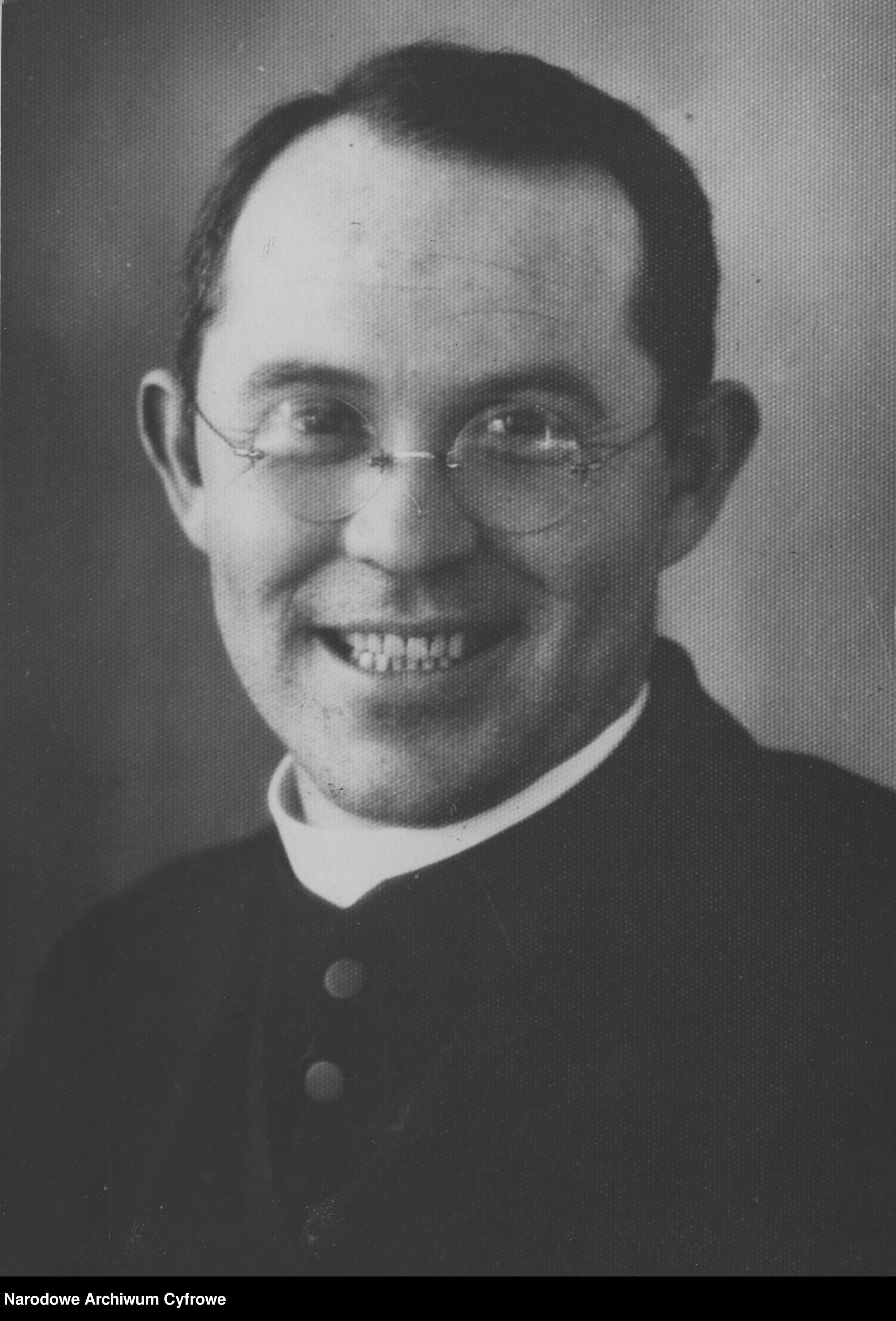
Paul Styger (1928)

Paul Styger (* 27. September 1887 in Schwyz; † 14. Mai 1939 in Luzern) war Schweizer Christlicher Archäologe.

## Leben
Paul Styger besuchte von 1906 bis 1913 das Collegium Germanicum et Hungaricum und studierte an der Universität Gregoriana Philosophie und Theologie. 1912 empfing er die Priesterweihe in Rom für die Diözese Chur. Ende 1913 trat er in das Priesterkolleg am Campo Santo Teutonico ein. Von 1921 bis 1934 lehrte er als Professor für Christliche Archäologie und Kunstgeschichte an der Universität Warschau.

## Schriften (Auswahl)
- Die altchristliche Grabeskunst. Ein Versuch der einheitlichen Auslegung. München 1927, OCLC 722333742.
- Die römischen Katakomben. Archäologische Forschungen über den Ursprung und die Bedeutung der altchristlichen Grabstätten. Berlin 1933, OCLC 704343168.
- Juden und Christen im alten Rom. Streiflichter aus der ersten Verfolgungszeit. Berlin 1934, OCLC 474682729.
- Römische Märtyrergrüfte. Berlin 1935, OCLC 61994439.